# Alabama State Route 101
Die Alabama State Route 101 (kurz AL 101) ist eine in Nord-Süd-Richtung verlaufende State Route im US-Bundesstaat Alabama.
Die State Route beginnt an der ehemaligen Trasse der Alabama State Route 24 westlich von Moulton und endet nach 63 Kilometern nahe Lexington an der Grenze zum Bundesstaat Tennessee. Nach der Grenze verläuft die Straße als Tennessee State Route 227 weiter.

## Verlauf
Nach etwa zwei Kilometern nach dem Beginn der AL 101 trifft sie auf die neue Trasse der State Route 24. In der Ortschaft Ne Smith wird die Straße von der Alabama State Route 157 sowie in Town Creek von der Trasse der State Route 20 gekreuzt. Etwa fünf Kilometer nach dem Abzweig der Alabama State Route 184 überquert die AL 101 auf dem Wheeler Dam den Tennessee River. Im Süden der Ortschaft Elgin trifft die State Route auf den U.S. Highway 72 sowie im Norden von Lexington auf die Alabama State Route 64, bevor sie an der Grenze zu Tennesse in die Tennessee State Route 277 übergeht.

## Geschichte
Die Alabama State Route wurde im Jahr 1940 als Verbindung der Orte Lexington und Town Creek eröffnet. Nach 19 Jahren wurde die Strecke 1959 um einen südlichen Abschnitt bis zur ehemaligen State Route 24 erweitert.